# Château-Gaillard

Château-Gaillard este o comună în departamentul Ain din estul Franței.